# 1659 en philosophie
Chronologie de la philosophie
- 1655
- 1656
- 1657
- 1658
- 1659
- 1660
- 1661
- 1662
- 1663

L’année 1659 a été marquée, en philosophie, par les événements suivants :

## Publications
- Marin Cureau de La Chambre : L'Art de connoistre les hommes (2 volumes, 1659-69) Texte en ligne 1 2

- Comenius : 
  - Gentis felicitas, 1659, Amsterdam - exhortation à combattre les Habsbourg;
  - Kancionál, 1659 - un recueil de chants religieux  .

- Henry More : The immortality of the Soul (1659), édi. A. Jacob, Dordrecht, M. Nijhoff, 1987.

- Scioppius : Paradoxa literaria (publié avec le pseudonyme de Pascasii Grosippi).

## Naissances
- 18 janvier : Damaris Cudworth, Lady Masham (décédée le 20 avril 1708) est une théologienne anglaise et militante pour l'éducation des filles, considérée proto-féministe. Elle surmonte des problèmes de vue et le manque d'accès à une éducation normalisée pour gagner le respect de philosophes de son époque. En plus de sa correspondance étendue, elle publie deux ouvrages, A Discourse Concerning the Love of God (1696) et Thoughts in reference to a Vertuous or Christian Life (1705). Elle est particulièrement reconnue pour sa longue et fructueuse amitié avec le philosophe John Locke.

## Décès
- 30 août : Dârâ Shukûh, fils de Shah Jahan, auteur du Majma' al-Bahrayn un traité dans lequel il cherche à démontrer la convergence du soufisme et de l’hindouisme.
- 31 décembre à Kolozsvár (Cluj) : János Apáczai Csere (Johannes Apacius de son nom latinisé[1], en hongrois Apáczai Csere János [ˈɒpaːtsɒi ˈtʃɛɾɛ ˈjaːnoʃ], en graphie de l'époque Apatzai Tsere Janos[2]), né le 10 juin 1625 à Apáca (aujourd'hui Apața en Roumanie) est un écrivain, pédagogue, encyclopédiste et philosophe d’expression hongroise et latine, adepte de Comenius et du système héliocentrique de Copernic. Il a été l’un des représentants les plus remarquables du cartésianisme en Transylvanie.